# Abbahu
Rabbi Abbahu (* um 250 n. Chr.; † um 320 n. Chr.) war einer der bedeutendsten Amoräer der so genannten dritten Generation in Palästina, das damals unter römischer Oberherrschaft stand.
Er war einer der späteren Schüler Jochanans und auch Schüler des Jose ben Chanina. Ferner studierte er bei Resch Lakisch und Rabbi Eleasar ben Pedat. Er war Leiter der rabbinischen Schule in Caesarea. Auch beherrschte er die Disziplinen der Mathematik sowie Rhetorik und war ein Kenner des Griechischen, das er seinen Töchtern beibrachte. Mehrere seiner Schüler gehörten zu den führenden Gelehrten der nächsten Generation. Als Leiter der jüdischen Gemeinde war er für interne Angelegenheiten zuständig, beispielsweise für die Liturgie der Synagoge und die Speisegesetze. Nach außen vertrat er jüdische Interessen vor den römischen Behörden Caesareas, die ihn wohl als Sprecher seiner Gemeinde akzeptierten. In dieser Funktion unternahm er zahlreiche offizielle Reisen innerhalb und außerhalb Israels.
Abbahu soll großen Reichtum besessen haben und wird als bescheidener Mann beschrieben. Er lebte in einer kosmopolitischen Stadt, die eine große Vielfalt an unterschiedlichen Religionen aufwies. Er trat äußerst ablehnend gegenüber als Sekten eingestuften Gruppierungen auf.  In Bezug auf Proselyten war er zwar positiv gestimmt, grenzte aber die vielen in Caesarea wohnenden Samaritaner von der jüdischen Gemeinde aus. Nach seiner Ansicht sollten die Samaritaner in kultischen Angelegenheiten als Heiden betrachtet werden; und er untersagte den Juden, deren Wein zu konsumieren. Wahrscheinlich hegte er gegen die Samaritaner den Verdacht des Götzendienstes, weil sie sich gegenüber der Religionspolitik des Kaisers Diokletian kompromissbereit zeigten.
Von Abbahu sind mehrere Kontroversen mit Minim (Ketzern), etwa Judenchristen, überliefert. Demnach polemisierte er offenbar unter Bezug auf christliche Anschauungen u. a. gegen die Behauptung der Gottessohnschaft und Himmelfahrt Christi. So wird ihm der Ausspruch zugeschrieben, dass derjenige, der sich als Menschensohn bezeichne, dies bereuen werde. Doch ist ein direkter Bezug auf christliche Aussagen nicht völlig gesichert.